# Anna Bederke
Anna Bederke (Hamburgo, 1981) es una actriz y modelo alemana.
Bederke estudió en el Colegio de Bellas Artes de Hamburgo graduándose con un diploma en 2007/08. Con Postcard a Dreamland y Lemniscate (entre otros con Nikolai Kinski e Ina Paule Klink), presentó dos películas finalizadas. Su debut como actriz fue en la comedia de Fatih Akin Soul Kitchen  (2009), donde interpreta el papel de Lucía Fausto.

## Filmografía
- 2009: Soul Kitchen
- 2024: Sterben